# Puerto Rico (jogo de tabuleiro)
Puerto Rico é um jogo de tabuleiro desenvolvido por Andreas Seyfarth e publicado em 2002. O jogo ocupa uma das posições do topo da lista do site BoardGameGeek, que coleta informação estatística obtida a partir de avaliações dos jogadores de jogos de tabuleiro em todo o mundo.
Os jogadores são proprietários de plantações em Porto Rico, nos tempos das grandes navegações. Cada jogador tem seu próprio tabuleiro, que representa a ilha de Puerto Rico durante sua colonização. O objetivo é ganhar mais influência (pontos de vitória) com a metrópole, enviando para lá o maior número de mercadorias e/ou construindo mais edifícios na ilha.
O jogador a cada rodada escolhe um papel, ou um "personagem", que permitirá a ele e aos demais jogadores executem uma ação, sendo que o jogador que escolheu aquele papel, tem uma pequena vantagem sobre os demais. A ordem das fases em cada turno é escolhida pelos jogadores, e é exatamente essa uma a parte mais estratégica do jogo. 
O jogo prossegue, até que acabem os colonos, ou acabem os pontos de vitória, ou não haja mais espaço para construções em qualquer tabuleiro individual. Vence quem tiver mais pontos de vitória.